# Peter Alsted
Peter Alsted (født 16. februar 1977) er en dansk forfatter, fotograf og dokumentarist. Han er cand.mag i Medievidenskab fra Københavns Universitet og uddannet på Forfatterskolen for Børnelitteratur 2008.
Peter Alsted debuterede som forfatter i 2007 med romanen Sorte Scener om tre drenge på flugt fra deres fædre, der af anmelderne både fik ros og hård kritik. Siden har han udgivet børnebøger og en digtsamling og dannede i 2013 sammen med forfatter og filminstruktør Kristoffer Hegnsvad filmselskabet Empty Chairs, der har produceret fire anmelderroste dokumentarfilm.
Han debuterede som instruktør i 2015 med dokumentaren Standing on Water, som er et meditativt og mosaisk portræt af Casper Steinfath og opblomstringen af et dansk surf community i Klitmøller og Cold Hawaii. Filmen modtog flere priser på internationale filmfestivaler og blev i 2016 oversat til persisk og arabisk og i samarbejde med Røde Kors vist i biografer til flygtninge fra danske Nødasylcentre.
Peter Alsted cyklede i 2019 alene fra København til en flygtningelejr i Athen for at tage temperaturen på medmenneskelighed i Europa, hvor han undervejs bad fremmede om hjælp til husly, vand og mad. Efterfølgende udgav han digtsamlingen Cykeldigte 1904-2019, som Politikens Erik Jensen gav 5 hjerter. Digtsamlingen er tekster fra turen ned gennem Europa sat sammen med en genudgivelse af oldefarens Cykleviser fra 1904 af forfatter Peter Christen Alsted.

## Udvalgt bibliografi
- Cykeldigte 1904-2019 (digte) Empty Chairs 2020
- Sorte scener (roman) Husets Forlag 2007

## Filmografi
- A Journey and the Doors (2023)
- Ride for your L1fe (2022)
- Skagerrak (2019)
- Standing on Water (2015)